# سلاح المدفعية (إسرائيل)
سلاح المدفعية الإسرائيلي ((بالعبرية: חיל התותחנים‏)، هييل هاوتانثانيم) هو سلاح الجيش الإسرائيلي المسؤول عن تشغيل المدفعية المتوسطة والطويلة المدى. القائد الحالي لفيلق المدفعية هو الفريق روي رفتن. خلفًا للفريق ديفيد سويسا.
يتم تكليف السلك بمهمتين رئيسيتين:
1. مساعدة قوات المناورة في المكان والزمان ومع القوة النارية المطلوبة.
2. شل وتدمير أهداف العدو في جميع أنحاء منطقة عمليات الجيش.

## الهيكل
فيلق المدفعية هو جزء لا يتجزأ من القوات البرية، وهو سلاح متعدد تتمتع فيه المدفعية البرميلية عالية المسار بنصيب الأسد، تتكون الفيلق من ثلاثة أفواج دعم رئيسية:
- الفوج المدفعي 214 "دايفيد سلينغ"، وحدة تدريب طائرات بدون طيار.
- الفوج المدفعي 215"عمود النار" يتألف من كتيبة الخدمة العادية «التنين» و«فلاش» بالإضافة إلى كتائب احتياط.
- الفوج المدفعي 282 "الجولان" ، ويتألف من كتائب نمير عادية («ليوبارد») وكيرين («راي»)، الكتيبة وراعام («الرعد») راجمة الصواريخ، وكذلك كتائب الاحتياط إضافية.
- الفوج المدفعي 425 "لهب النار"، وحدة تدريب المدفعية

كما يعمل الفيلق أيضًا بمدرسة المدفعية الميدانية ومركزًا للتدريب. تتزايد أهمية السلاح في الجيش بسبب التطور السريع للتكنولوجيا الحديثة، ويعتبر من أكثر المكونات تطوراً في الجيش الإسرائيلي باستخدام التكنولوجيا المتقدمة لتحسين دقته وفعاليته. خلال حرب لبنان الثانية، كان سلاح المدفعية الإسرائيلي في المرتبة الثانية بعد سلاح الجو الإسرائيلي في قوة النيران التي أنفقته. يرتدي جنود سلاح المدفعية القبعات الفيروزية وأحذية الجيش السوداء.

### الوحدات الاحتياطية
- الفوج المدفعي 209 «كاديون» (احتياطي)
- الفوج المدفعي 213 «الإحياء» (احتياطي)
- الفوج المدفعي 454 «تابور» (احتياطي)
- الفوج المدفعي 7338th (احتياطي)

## المعدات

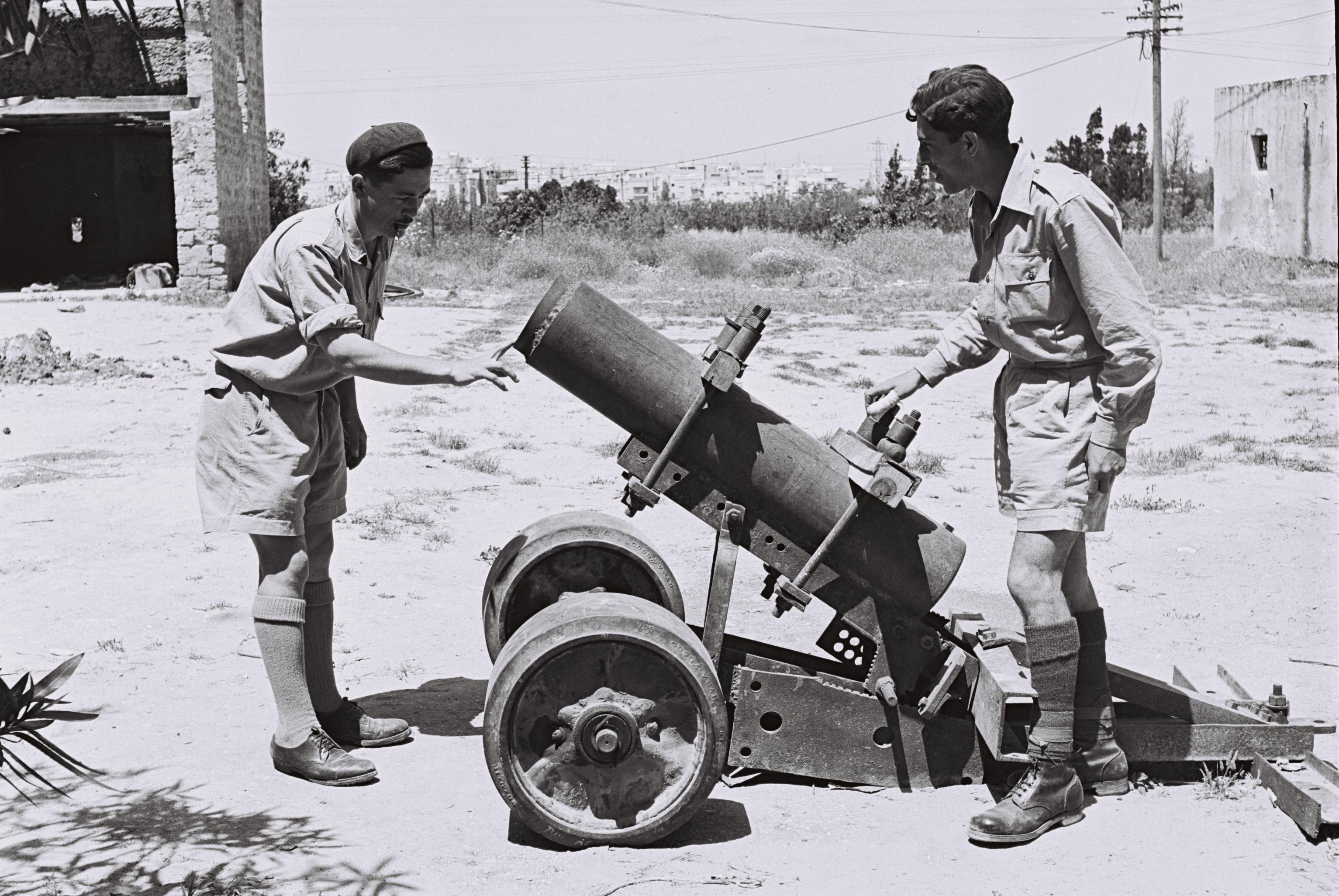
وحدة مدفعية صنعتها الهاغانا في ورشة سرية خارج تل أبيب، 1948

المعدات الرئيسية المستخدمة في معظم البطاريات العادية والاحتياطية هي مدفع هاوتزر ذاتية الدفع طراز إم 109 «دوهير» (غالوب أو الراكب السريع)، وللمساعدة في حمل ونقل الذخيرة تستخدم البطاريات العادية طراز M548، وهو نسخة معدلة من إم 113 الملقب بـ«ألفا» وسيارات هامفي.
من المعدات في الخدمة أيضًا قاذفة الصواريخ المتعددة إم 270، ونظام الصواريخ سبايك مثبت على شاسيه أم 113 من أجل ضربة دقيقة، وكذلك طائرات بدون طيار «إلبيت هيرمس 450» و«سكاي رايدر» لرصد المدفعية، وقاذفات الصواريخ المتعددة لار-160 ومنتر لتعزيز قدرتها ضد مواقع العدو وخلايا إطلاق الصواريخ. بالإضافة إلى ذلك، يمتلك سلاح المدفعية أيضًا نظام رادار ونظام ملاحي، يتم تصنيف بعضها.
في عام 1977، بدأ الجيش الإسرائيلي في تطوير مدفع هاوتزر ذاتي الدفع آخر«الشلف» على أساس إم 109 بهيكل ميركافا. كانت الميزة الرئيسية لـ «الشلف» هي قدرته على التحميل الذاتي، مما قلص عدد أفراد الطاقم من 7 إلى 4، واكتمل المشروع لكن الجيش الإسرائيلي قرر عدم إنتاج «الشلف» بكميات كبيرة بسبب تكلفته المرتفعة، مفضلاً شراء قاذفة صواريخ إم 270 المتعددة بدلاً من ذلك، وتحول التركيز الرئيسي إلى تحسين أنظمة الدقة في «دوهير». تم استخدام «الشلف» بشكل تشغيلي مرة واحدة فقط عام 1990.
في عام 2010، بدأت إسرائيل عملية إصلاح شاملة لقوات المدفعية، مستندة إلى دروس من حرب لبنان 2006. يتم تطوير سلاح المدفعية بمدافع ذاتية الدفع جديدة تم إنتاجها محليًا وقذائف وصواريخ أنتجتها الصناعات الدفاعية الإسرائيلية والتي ستحل محل المعدات القديمة، بالإضافة إلى القيادة والسيطرة والحواسيب والاتصالات الحديثة. ويعكس دورها التشغيلي الآن مفهومًا جديدًا تُعتبر فيه المدفعية جزءًا متساوياً في القوة القتالية وليس عنصرًا للدعم.

## التدريب
يتحمل سلاح المدفعية الإسرائيلي تدريبه الأساسي بنفسه، دروس القادة وومدارس الضباط في كلية مدفعية الميدان ((بالعبرية: ביסל"ת‏) بيستات)، في شبطا، بعد بلدة النبطية القديمة التي تحمل الاسم نفسه.
يمر المجندون الجدد بأربعة أشهر من التدريب الأساسي، يتعلمون فيه أسلحة مشاة أساسية، بالإضافة إلى التدريب الأساسي على المدفعية النظرية. في نهاية مرحلة التدريب الأساسي، يحصل المجندون على القبعات الفيروزية كرمز إلى قبولهم في الفيلق، ثم يتقدمون إلى أربعة أشهر إضافية من التدريب المتقدم، حيث يشاركون في عمليات الجيش. بعد الانتهاء من تدريبهم، ينضم الجنود إما إلى البطاريات التشغيلية أو يتقدمون إلى دورة القادة لمدة أربعة أشهر إضافية من التدريب.

## خريجون متميزون
- دان هارئيل
- داني روباس  [لغات أخرى]‏
- يوفال باناي  [لغات أخرى]‏
- شلومو أرتزي  [لغات أخرى]‏
- يائير نيتساني  [لغات أخرى]‏